# دسی‌بل وات
دسی‌بل وات (dBW) یا دی‌بی‌وات واحدی برای اندازه‌گیری قدرت یک سیگنال است که برحسب دسی‌بل نسبت به یک وات بیان می شود. به دلیل توانایی آن برای بیان مقادیر بسیار بزرگ و بسیار کوچک توان در محدوده کوتاهی از عدد استفاده می شود. به عنوان مثال، 1 میلی‌وات = 30-دی‌بی‌وات،  1وات = 0 دی‌بی‌وات، 10 وات = 10 دی‌بی‌وات، 100 وات = 20 دی‌بی‌وات و 1,000,000 وات = 60 دی‌بی‌وات.
{\displaystyle {\mbox{Power in dBW}}=10\log _{10}{\frac {\mbox{Power}}{1\mathrm {W} }}}
و همچنین
{\displaystyle {\mbox{Power in W}}=10^{\frac {\mbox{Power in dBW}}{10}}}
dBW را با dBm مقایسه کنید، که به یک میلی‌وات ارجاع داده شده است (0.001 W).
یک مقدار دی‌بی‌وات داده شده که برحسب دی‌بی‌ام بیان می شود همیشه 30 بیشتر است زیرا 1 وات برابر با 1000 میلی وات است و نسبت 1000 (در توان) 30 دسی‌بل است. مثلا 10 دی‌بی‌ام (10 میلی‌وات) برابر 20- دی‌بی‌وات (0.01 وات) است.
در سیستم SI ،  توصیف‌گر غیر SI دسی‌بل (دی‌بی) برای استفاده مستقیم در کنار واحدهای SI مجاز نیست، بنابراین dBW مستقیما مجاز نیست اما 10 دی‌بی‌وات ممکن است 10 دسی‌بل (1 وات) نوشته شود.  : 7.4 

## همچنین ببینید
- dBm